# Fabian Barański
Fabian Barański (Włocławek, 27 de maio de 1999) é um remador polonês.

## Carreira
Em 2018, conquistou a medalha de bronze do Campeonato Mundial Juvenil e a medalha de prata do Campeonato Europeu Juvenil no skiff duplo. No ano seguinte sagrou-se campeão europeu sênior (com Mirosław Ziętarski) e vice-campeão mundial no skiff duplo.
Nos Jogos Olímpicos de Verão de 2024, em Paris, conquistou a medalha de bronze na competição de skiff quádruplo masculino, ao lado de Mateusz Biskup, Dominik Czaja e Mirosław Ziętarski com o tempo de 5:44.59.